# Saint-Hilaire-de-Chaléons
Saint-Hilaire-de-Chaléons är en kommun i departementet Loire-Atlantique i regionen Pays de la Loire i nordvästra Frankrike. Kommunen ligger i kantonen Bourgneuf-en-Retz som tillhör arrondissementet Saint-Nazaire. År 2022 hade Saint-Hilaire-de-Chaléons 2 376 invånare.

## Befolkningsutveckling
Antalet invånare i kommunen Saint-Hilaire-de-Chaléons
| Referens: INSEE |